# Trapped (film, 1973)
Pour les articles homonymes, voir Trapped.
Pour plus de détails, voir Fiche technique et Distribution.
Danger Doberman ! (Trapped) est un téléfilm américain de Frank De Felitta diffusé le 14 novembre 1973 sur ABC

## Synopsis
Un homme est assommé dans un grand magasin par 2 voleurs, mais il est rester piègé dans l'établissement pendant la fermeture et il doit tenter de survivre face aux chiens de gardes.

## Fiche technique
- Titre original : Trapped
- Titre français : Danger Doberman ![1]
- Réalisation : Frank De Felitta
- Scénario :
- Directeur de la photographie :
- Montage :
- Décors :
- Distribution :
- Musique :
- Effets spéciaux de maquillage :
- Producteur :
- Compagnie de Production :
- Compagnie de distribution :
- Genre : Horreur, Suspense
- Pays :  États-Unis
- Durée : 74 minutes
- Date de diffusion : États-Unis : 14 novembre 1973 sur ABC
- Interdit aux moins de 12 ans

## Distribution
- James Brolin : Chuck Brenner
- Susan Clark : Elaine Moore
- Earl Holliman : David Moore
- Robert Hooks : Sergeant Connaught